# Dánia a 2010. évi téli olimpiai játékokon

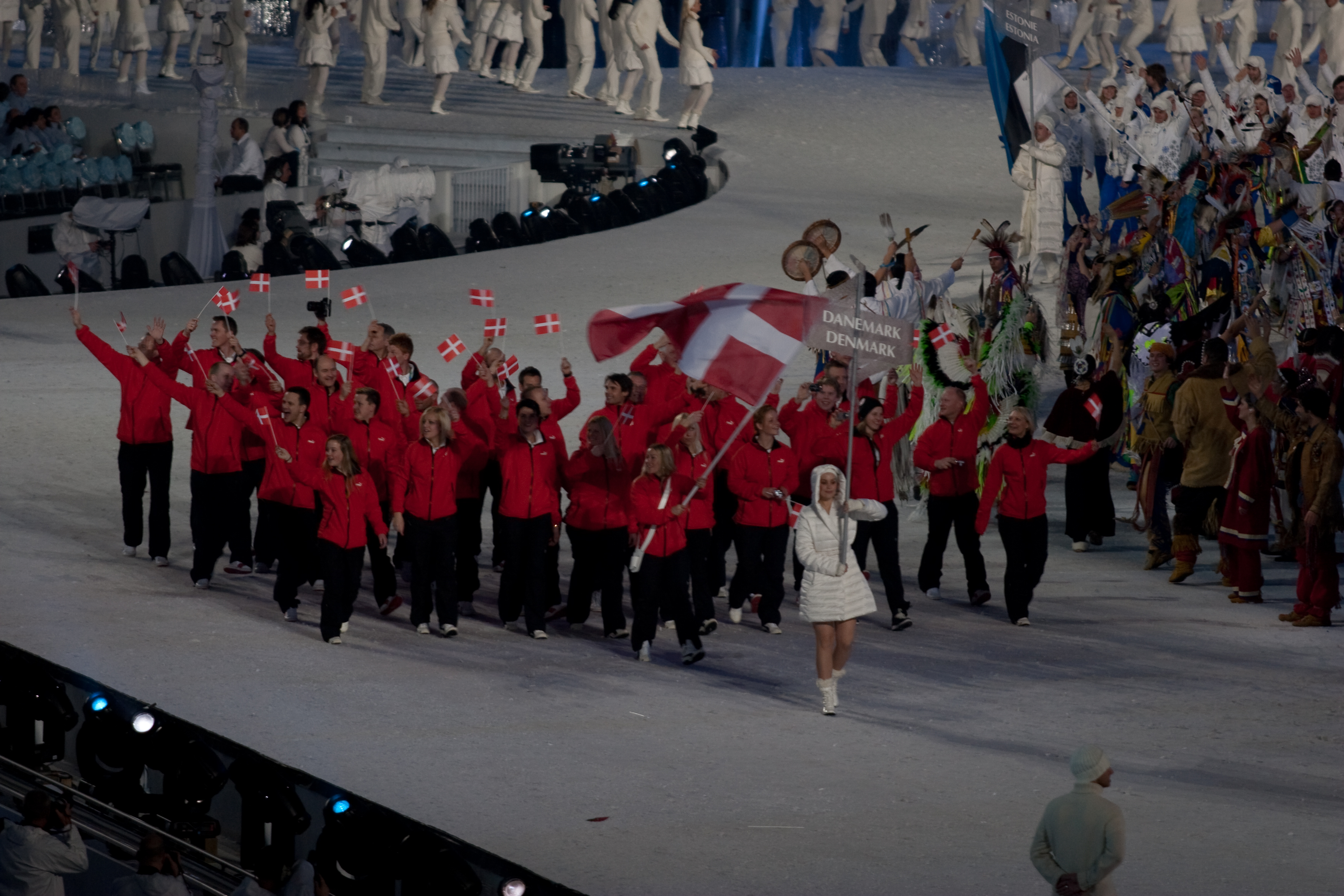
Dánia olimpiai küldöttsége a megnyitón

Dánia a kanadai Vancouverben megrendezett 2010. évi téli olimpiai játékok egyik részt vevő nemzete volt. Az országot az olimpián 7 sportágban 17 sportoló képviselte, akik érmet nem szereztek.

## Alpesisí
Férfi
| Versenyző        | Versenyszám            | 1. futam | 1. futam | 2. futam | 2. futam | Összesítés | Összesítés |
| Versenyző        | Versenyszám            | Idő      | Hely.    | Idő      | Hely.    | Idő        | Helyezés   |
| ---------------- | ---------------------- | -------- | -------- | -------- | -------- | ---------- | ---------- |
| Johnny Albertsen | Lesiklás               |          |          |          |          | 2:00,12    | 53.        |
| Johnny Albertsen | Szuperóriás-műlesiklás |          |          |          |          | 1:35,69    | 40.        |
| Markus Kilsgaard | Óriás-műlesiklás       | kizárták | kizárták | kiesett  | kiesett  | kiesett    | kiesett    |

Női
| Versenyző      | Versenyszám      | 1. futam | 1. futam | 2. futam | 2. futam | Összesítés | Összesítés |
| Versenyző      | Versenyszám      | Idő      | Hely.    | Idő      | Hely.    | Idő        | Helyezés   |
| -------------- | ---------------- | -------- | -------- | -------- | -------- | ---------- | ---------- |
| Yina Moe-Lange | Műlesiklás       | 1:02,75  | 66.      | 1:01,95  | 51.      | 2:04,70    | 52.        |
| Yina Moe-Lange | Óriás-műlesiklás | 1:24,68  | 57.      | 1:18,99  | 47.      | 2:43,67    | 47.        |

## Biatlon
Férfi
| Versenyző          | Versenyszám  | Lövőhiba    | Időeredmény | Helyezés |
| ------------------ | ------------ | ----------- | ----------- | -------- |
| Oystein Slettemark | 10 km sprint | 7 (3+4)     | 30.55,8     | 86.      |
| Oystein Slettemark | 20 km egyéni | 8 (2+1+2+3) | 61.12,9     | 88.      |

## Curling

### Férfi
- Ulrik Schmidt
- Johnny Frederiksen
- Bo Jensen
- Lars Vilandt
- Mikkel Poulsen

#### Eredmények
Csoportkör
| Nemzet           | Szkip          | Gy | V | P+ | P- | Gy end | V end | D end | Saját rabolt endek | Ellenfél rabolt endek | Lökés % |
| ---------------- | -------------- | -- | - | -- | -- | ------ | ----- | ----- | ------------------ | --------------------- | ------- |
| Kanada           | Kevin Martin   | 9  | 0 | 75 | 36 | 36     | 28    | 14    | 2                  | 4                     | 85      |
| Norvégia         | Thomas Ulsrud  | 7  | 2 | 64 | 43 | 40     | 32    | 15    | 7                  | 1                     | 84      |
| Svájc            | Ralph Stöckli  | 6  | 3 | 53 | 45 | 35     | 33    | 20    | 8                  | 9                     | 81      |
| Svédország       | Niklas Edin    | 5  | 4 | 50 | 52 | 34     | 36    | 20    | 6                  | 8                     | 82      |
| Nagy-Britannia   | David Murdoch  | 5  | 4 | 57 | 44 | 35     | 29    | 20    | 9                  | 4                     | 81      |
| Németország      | Andy Kapp      | 4  | 5 | 48 | 60 | 35     | 38    | 11    | 9                  | 8                     | 75      |
| Franciaország    | Thomas Dufour  | 3  | 6 | 31 | 58 | 22     | 34    | 16    | 7                  | 13                    | 73      |
| Kína             | Vang Feng-csun | 2  | 7 | 52 | 60 | 37     | 37    | 9     | 7                  | 5                     | 77      |
| Dánia            | Ulrik Schmidt  | 2  | 7 | 40 | 57 | 31     | 29    | 12    | 6                  | 6                     | 78      |
| Egyesült Államok | John Shuster   | 2  | 7 | 43 | 59 | 32     | 41    | 18    | 9                  | 12                    | 76      |

- február 16., 9:00

| Sheet D            | Sheet D         | 1 | 2 | 3 | 4 | 5 | 6 | 7 | 8 | 9 | 10 | VE |
| 1. end utolsó köve | Svájc (Stöckli) | 0 | 0 | 0 | 1 | 1 | 0 | 4 | 0 | 0 | 0  | 6  |
|                    | Dánia (Schmidt) | 0 | 0 | 0 | 0 | 0 | 1 | 0 | 2 | 1 | 1  | 5  |

- február 17., 14:00

| Sheet C            | Sheet C         | 1 | 2 | 3 | 4 | 5 | 6 | 7 | 8 | 9 | 10 | VE |
| 1. end utolsó köve | Dánia (Schmidt) | 0 | 1 | 0 | 0 | 0 | 0 | 0 | X | X | X  | 1  |
|                    | Kína (Vang)     | 1 | 0 | 3 | 2 | 1 | 0 | 1 | X | X | X  | 8  |

- február 18., 9:00

| Sheet A            | Sheet A                    | 1 | 2 | 3 | 4 | 5 | 6 | 7 | 8 | 9 | 10 | 11 | VE |
| 1. end utolsó köve | Dánia (Schmidt)            | 0 | 2 | 0 | 1 | 0 | 0 | 1 | 1 | 0 | 1  | 1  | 7  |
|                    | Egyesült Államok (Shuster) | 1 | 0 | 2 | 0 | 0 | 2 | 0 | 0 | 1 | 0  | 0  | 6  |

- február 18., 19:00

| Sheet B            | Sheet B                  | 1 | 2 | 3 | 4 | 5 | 6 | 7 | 8 | 9 | 10 | VE |
| 1. end utolsó köve | Nagy-Britannia (Murdoch) | 0 | 0 | 2 | 0 | 1 | 0 | 0 | 3 | 0 | 3  | 9  |
|                    | Dánia (Schmidt)          | 0 | 1 | 0 | 1 | 0 | 2 | 0 | 0 | 2 | 0  | 6  |

- február 19., 14:00

| Sheet B            | Sheet B         | 1 | 2 | 3 | 4 | 5 | 6 | 7 | 8 | 9 | 10 | VE |
| 1. end utolsó köve | Dánia (Schmidt) | 1 | 0 | 1 | 0 | 1 | 0 | X | X | X | X  | 3  |
|                    | Kanada (Martin) | 0 | 2 | 0 | 5 | 0 | 3 | X | X | X | X  | 10 |

- február 20., 19:00

| Sheet A            | Sheet A           | 1 | 2 | 3 | 4 | 5 | 6 | 7 | 8 | 9 | 10 | VE |
|                    | Norvégia (Ulsrud) | 0 | 1 | 0 | 2 | 0 | 0 | 0 | 3 | 0 | X  | 6  |
| 1. end utolsó köve | Dánia (Schmidt)   | 0 | 0 | 1 | 0 | 1 | 0 | 0 | 0 | 1 | X  | 3  |

- február 21., 14:00

| Sheet D            | Sheet D            | 1 | 2 | 3 | 4 | 5 | 6 | 7 | 8 | 9 | 10 | VE |
| 1. end utolsó köve | Dánia (Schmidt)    | 1 | 0 | 0 | 4 | 1 | 0 | 2 | 0 | 1 | X  | 9  |
|                    | Németország (Kapp) | 0 | 2 | 0 | 0 | 0 | 2 | 0 | 1 | 0 | X  | 5  |

- február 22., 19:00

| Sheet C            | Sheet C                | 1 | 2 | 3 | 4 | 5 | 6 | 7 | 8 | 9 | 10 | 11 | VE |
| 1. end utolsó köve | Franciaország (Dufour) | 1 | 1 | 0 | 2 | 0 | 0 | 0 | 0 | 1 | 0  | 1  | 6  |
|                    | Dánia (Schmidt)        | 0 | 0 | 1 | 0 | 3 | 0 | 0 | 0 | 0 | 1  | 0  | 5  |

- február 23., 14:00

| Sheet B            | Sheet B           | 1 | 2 | 3 | 4 | 5 | 6 | 7 | 8 | 9 | 10 | VE |
| 1. end utolsó köve | Svédország (Edin) | 3 | 0 | 2 | 1 | 0 | 0 | 0 | 0 | 0 | 1  | 7  |
|                    | Dánia (Schmidt)   | 0 | 1 | 0 | 0 | 2 | 1 | 1 | 0 | 1 | 0  | 6  |

| Csapat | Helyezés |
| ------ | -------- |
| Dánia  | 9.       |

### Női
- Angelina Jensen
- Madeleine Dupont
- Denise Dupont
- Camilla Jensen
- Ane Håkansson Hansen

#### Eredmények
Csoportkör
| Nemzet           | Szkip               | Gy | V | P+ | P- | Gy end | V end | D end | Saját rabolt endek | Ellenfél rabolt endek | Lökés % |
| ---------------- | ------------------- | -- | - | -- | -- | ------ | ----- | ----- | ------------------ | --------------------- | ------- |
| Kanada           | Cheryl Bernard      | 8  | 1 | 56 | 37 | 27     | 20    | 15    | 5                  | 2                     | 79      |
| Svédország       | Anette Norberg      | 7  | 2 | 46 | 46 | 24     | 19    | 8     | 4                  | 1                     | 77      |
| Kína             | Vang Ping-jü        | 6  | 3 | 61 | 47 | 39     | 37    | 11    | 7                  | 8                     | 74      |
| Svájc            | Mirjam Ott          | 6  | 3 | 63 | 46 | 16     | 17    | 4     | 0                  | 1                     | 77      |
| Dánia            | Angelina Jensen     | 4  | 5 | 49 | 61 | 26     | 35    | 15    | 0                  | 7                     | 69      |
| Németország      | Andrea Schöpp       | 3  | 6 | 52 | 56 | 35     | 40    | 15    | 3                  | 6                     | 75      |
| Japán            | Meguro Moe          | 3  | 6 | 58 | 60 | 15     | 16    | 8     | 3                  | 2                     | 74      |
| Oroszország      | Ljudmila Privivkova | 3  | 6 | 53 | 60 | 31     | 30    | 6     | 4                  | 3                     | 81      |
| Nagy-Britannia   | Eve Muirhead        | 3  | 6 | 49 | 53 | 13     | 11    | 5     | 5                  | 4                     | 74      |
| Egyesült Államok | Debbie McCormick    | 2  | 7 | 38 | 59 | 17     | 18    | 2     | 3                  | 1                     | 75      |

- február 16., 14:00

| Sheet B            | Sheet B              | 1 | 2 | 3 | 4 | 5 | 6 | 7 | 8 | 9 | 10 | VE |
| 1. end utolsó köve | Dánia (Jensen)       | 0 | 0 | 2 | 0 | 1 | 0 | 0 | 2 | 0 | 0  | 5  |
|                    | Svédország (Norberg) | 0 | 0 | 0 | 1 | 0 | 2 | 0 | 0 | 2 | 1  | 6  |

- február 17., 19:00

| Sheet A            | Sheet A                  | 1 | 2 | 3 | 4 | 5 | 6 | 7 | 8 | 9 | 10 | VE |
|                    | Oroszország (Privivkova) | 0 | 0 | 1 | 0 | 0 | 2 | 0 | 1 | 1 | 2  | 7  |
| 1. end utolsó köve | Dánia (Jensen)           | 0 | 0 | 0 | 2 | 0 | 0 | 1 | 0 | 0 | 0  | 3  |

- február 18., 14:00

| Sheet D            | Sheet D                      | 1 | 2 | 3 | 4 | 5 | 6 | 7 | 8 | 9 | 10 | VE |
|                    | Dánia (Jensen)               | 1 | 1 | 0 | 0 | 0 | 1 | 3 | 0 | 1 | 0  | 7  |
| 1. end utolsó köve | Egyesült Államok (McCormick) | 0 | 0 | 2 | 1 | 1 | 0 | 0 | 1 | 0 | 1  | 6  |

- február 19., 9:00

| Sheet C            | Sheet C        | 1 | 2 | 3 | 4 | 5 | 6 | 7 | 8 | 9 | 10 | VE |
| 1. end utolsó köve | Kína (Vang)    | 1 | 2 | 1 | 2 | 0 | 5 | X | X | X | X  | 11 |
|                    | Dánia (Jensen) | 0 | 0 | 0 | 0 | 1 | 0 | X | X | X | X  | 1  |

- február 19., 19:00

| Sheet A            | Sheet A          | 1 | 2 | 3 | 4 | 5 | 6 | 7 | 8 | 9 | 10 | 11 | VE |
|                    | Dánia (Jensen)   | 0 | 1 | 0 | 0 | 0 | 2 | 0 | 0 | 0 | 1  | 0  | 4  |
| 1. end utolsó köve | Kanada (Bernard) | 1 | 0 | 0 | 1 | 0 | 0 | 0 | 1 | 1 | 0  | 1  | 5  |

- február 20., 14:00

| Sheet C            | Sheet C        | 1 | 2 | 3 | 4 | 5 | 6 | 7 | 8 | 9 | 10 | VE |
| 1. end utolsó köve | Dánia (Jensen) | 2 | 1 | 0 | 2 | 0 | 0 | 1 | 1 | 0 | 0  | 7  |
|                    | Svájc (Ott)    | 0 | 0 | 2 | 0 | 2 | 1 | 0 | 0 | 2 | 1  | 8  |

- február 21., 9:00

| Sheet B            | Sheet B              | 1 | 2 | 3 | 4 | 5 | 6 | 7 | 8 | 9 | 10 | VE |
|                    | Németország (Schöpp) | 0 | 0 | 1 | 0 | 0 | 0 | 1 | 0 | 3 | 0  | 5  |
| 1. end utolsó köve | Dánia (Jensen)       | 0 | 3 | 0 | 0 | 0 | 1 | 0 | 1 | 0 | 1  | 6  |

- február 22., 14:00

| Sheet D            | Sheet D                   | 1 | 2 | 3 | 4 | 5 | 6 | 7 | 8 | 9 | 10 | VE |
|                    | Nagy-Britannia (Muirhead) | 0 | 3 | 0 | 2 | 0 | 1 | 0 | 1 | 0 | 1  | 8  |
| 1. end utolsó köve | Dánia (Jensen)            | 1 | 0 | 2 | 0 | 1 | 0 | 3 | 0 | 2 | 0  | 9  |

- február 23., 19:00

| Sheet C            | Sheet C        | 1 | 2 | 3 | 4 | 5 | 6 | 7 | 8 | 9 | 10 | VE |
|                    | Japán (Meguro) | 0 | 0 | 0 | 2 | 0 | 2 | 0 | 0 | 1 | X  | 5  |
| 1. end utolsó köve | Dánia (Jensen) | 0 | 0 | 3 | 0 | 1 | 0 | 0 | 3 | 0 | X  | 7  |

| Csapat | Helyezés |
| ------ | -------- |
| Dánia  | 5.       |

## Gyorskorcsolya
Női
| Versenyző      | Versenyszám | Eredmény | Helyezés |
| -------------- | ----------- | -------- | -------- |
| Cathrine Grage | 3000 m      | 4:20,93  | 27.      |
| Cathrine Grage | 5000 m      | 7:23,83  | 14.      |

## Síakrobatika
Krossz
| Versenyző                | Versenyszám | Selejtező | Selejtező | Nyolcaddöntő | Negyeddöntő | Elődöntő | Döntő   | Helyezés |
| Versenyző                | Versenyszám | Idő       | Hely.     | Nyolcaddöntő | Negyeddöntő | Elődöntő | Döntő   | Helyezés |
| ------------------------ | ----------- | --------- | --------- | ------------ | ----------- | -------- | ------- | -------- |
| Sophie Fjellvang-Sølling | Női         | 1:20,41   | 20.       | 3.           | kiesett     | kiesett  | kiesett | 21.      |

## Sífutás
Férfi
| Versenyző        | Versenyszám | Eredmény   | Helyezés |
| ---------------- | ----------- | ---------- | -------- |
| Jonas Thor Olsen | 15 km       | 39:01,8    | 76.      |
| Jonas Thor Olsen | 30 km       | lekörözték | 55.      |
| Jonas Thor Olsen | 50 km       | 2:25:00,9  | 48.      |

## Snowboard
Snowboard cross
| Versenyző              | Versenyszám | Selejtező | Selejtező | Nyolcaddöntő | Negyeddöntő | Elődöntő | Döntő    | Helyezés |
| Versenyző              | Versenyszám | Idő       | Hely.     | Helyezés     | Helyezés    | Helyezés | Helyezés | Helyezés |
| ---------------------- | ----------- | --------- | --------- | ------------ | ----------- | -------- | -------- | -------- |
| Julie Wendel Lundholdt | Női         | 1:31,29   | 15.       | 4.           | kiesett     | kiesett  | kiesett  | 15.      |